# Policie Delta
Policie Delta je český televizní pořad, který měl premiéru 16. září 2024 na stanici TV Barrandov.
Jedná se o pokračování pořadu Policie v akci, vysílaného v letech 2017 až 2024 na televizi Prima.
Někteří z policistů jsou bývalí nebo současní příslušnící Policie České republiky, jiní jsou herci nebo civilní osoby.

## Obsazení
1.sezóna (podzim 2024)
• Delta 101     
○ 1. Tomáš Růžička a Jaroslav Harant    
○ 2. Jakub Sluka a Tomáš Růžička     
• Delta 102 - Josef Ptáčník a Tomáš Soukup  
• Delta 103 - Daniel Pokorný a Petr Myslivec   
• Delta 105 - Kamila Lůbalová a Pavel Bartoň              
• Delta 106 - Věra Pilíková a Jan Kabíček     
• Delta 107 - Danuše Havelková a Jakub Sluka 
• Delta 108 - Jaroslav Harant a Marcel Lacina  
• Delta 111 
○ 1. Tomáš Růžička a Daniel Pokorný  
○ 2. Danuše Havelková a Jaroslav Harant 
• Delta 113 
○ 1. Daniel Pokorný a Tomáš Soukup  
○ 2. Daniel Pokorný a Zuzana Matysková 
• Delta 118 - Jakub Sluka a Marcel Lacina  
2. sezóna (jaro 2025)
• Delta 101 - Tomáš Růžička a Marcel Lacina  
• Delta 102 - Zuzana Matysková a Tomáš Soukup  
• Delta 103 - Daniel Pokorný a Petr Myslivec  
• Delta 104 - Josef Ptáčník a Michal Procházka 
• Delta 105  
○ 1. Kamila Lůbalová a Jakub Ulrich  
○ 2. Jakub Ulrich a Jiří Beránek  
• Delta 106 - Věra Pilíková a Jan Kabíček  
• Delta 111   
○ 1. Tomáš Růžička a Marcel Lacina   
○ 2. Kamila Lůbalová a Tomáš Růžička   
• Delta 112 - Tomáš Soukup a Daniel Pokorný   
• Delta 113 - Daniel Pokorný a Zuzana Matysková  
• Delta 114   
○ 1. Josef Ptáčník a Kamila Lůbalová   
○ 2. Kamila Lůbalová a Michal Procházka   
• Delta 115 - Jiří Beránek a Tomáš Růžička    
• Delta 116   
○ 1. Věra Pilíková a Zuzana Matysková   
○ 2. Jan Kabíček a Michal Procházka   